# Hypsopsetta
Hypsopsetta — род лучепёрых рыб из семейства камбаловых. Глаза расположены на правой стороне тела. Максимальная общая длина тела 46 см. Представители рода обитают в восточной части Тихого океана. Они безвредны для человека, не находятся в угрожаемом положении и не являются объектами промысла.

## Виды
На июнь 2022 года в род включают 2 вида:
- Hypsopsetta guttulata (Girard, 1856)
- Hypsopsetta macrocephala Breder, 1936